# Роберт Форчун
Роберт Форчун (англ. Robert Fortune, 16 вересня 1812 — 13 квітня 1880) — англо-шотландський (англійський) ботанік, садівник та письменник.

## Біографія
Роберт Форчун народився у Шотландії 16 вересня 1812 року.
У 1842 році він був призначений суперінтендантом відділу теплиць Королівського садівничого товариства у Чизіку.
Роберт Форчун зробив багато поїздок до північних областей Китаю. 6 липня 1843 року Форчун прибув до Гонконгу та негайно розпочав збір рослин. Після повернення до Лондона у травні 1846 року Роберт Форчун у 1847 році опублікував свої щоденники в книзі Three Years' Wandering in the Northern Provinces of China. У 1846 році Форчун був призначений завідувачем ботанічним садом товариства аптекарів у Челсі, але в травні він знову вирушив до Китаю, звідки у 1851 році повернувся у Калькутту зі значним числом молодих чайних кущів. Цю поїздку він описав у A journey of the Tea countries of China (Лондон, 1852).
У 1852 році втретє вирушив до Китаю, а також побував у Формозі. Четверта подорож, яка була вже за дорученням американського уряду, Форчун провів з 1858 до 1862 рокув у Китай та Японію. Він описав його у Yeddo and Peking, a narrative of a journey to the capitals of Japan and China (1863).
Роберт Форчун помер у Лондоні 13 квітня 1880 року.

## Наукова діяльність
Роберт Форчун спеціалізувався на насіннєвих рослинах.

## Визнання
На його честь названа рослина - Saxifraga fortunei.

## Публікації
- Three Years' Wandering in the Northern Provinces of China, A Visit to the Tea, Silk, and Cotton Countries, with an account of the Agriculture and Horticulture of the Chinese, New Plants, etc. London, John Murray, 1847[5].
- A Journey to the Tea Countries of China; Sung-lo and the Bohea Hills; with a Short Notice of the East India Company's Tea Plantations in the Himalaya Mountains. London, John Murray, 1852[5].
- A Residence Among the Chinese; Inland, On the Coast and at Sea; being a Narrative of Scenes and Adventures During a Third Visit to China from 1853 to 1856, including Notices of Many Natural Productions and Works of Art, the Culture of Silk, &c. London, John Murray, 1857[5].
- Yedo and Peking; A Narrative of a Journey to the Capitals of Japan and China, with Notices of the Natural Productions, Agriculture, Horticulture and Trade of those Countries and Other Things Met with By the Way. London, John Murray, 1863[5].
- Fortune, Robert (1853). Two visits to the tea countries of China and the British tea plantations in the Himalaya: with a narrative of adventures, and a full description of the culture of the tea plant, the agriculture, horticulture, and botany of China (Vol.1)[7] London: Murray. — University of Hong Kong Libraries, Digital Initiatives, China Through Western Eyes.
- Fortune, Robert (1853). Two visits to the tea countries of China and the British tea plantations in the Himalaya: with a narrative of adventures, and a full description of the culture of the tea plant, the agriculture, horticulture, and botany of China (Vol.2)[8] London: Murray. — University of Hong Kong Libraries, Digital Initiatives, China Through Western Eyes.